# Euodynerus crypticus
Euodynerus crypticus (лат.) — вид одиночных ос из семейства Vespidae.

## Распространение
Встречаются в Северной Америке: Канада (Альберта, Онтарио), США (восточные штаты: Коннектикут и Нью-Йорк и далее на юг до Джорджии, а на запад до Вайоминга, Юты и Аризоны), Мексика.

## Описание
Длина переднего крыла самок 13,5—15,0 мм, а у самцов — 9,5—11,5 мм. Окраска тела в основном коричнево-рыжеватя и чёрная с жёлтыми отметинами. Гнёзда строят в почве, образуют небольшие колонии. Для кормления своих личинок добывают в качестве провизии гусениц бабочек из семейств Hesperiidae.